# موراي روز (سياسي)
موراي روز (بالإنجليزية: John Murray Rose)‏ هو سياسي نيوزلندي، ولد في 14 ديسمبر 1939. انتخب عضو مجلس النواب النيوزيلندي.